# Songs of a Live World: Troxy London MMXXIV
Songs of a Live World: Troxy London MMXXIV – album koncertowy zespołu The Cure, wydany 13 grudnia 2024 roku nakładem wytwórni Polydor i Fiction jako płyta kompaktowa i kaseta oraz kompilacja zawierająca Songs of a Lost World i album koncertowy. Tego samego dnia udostępniony został w serwisie Apple Music jako digital download. 14 lutego 2025 roku został wydany jako płyta winylowa

## Album

### Historia, promocja i wydanie

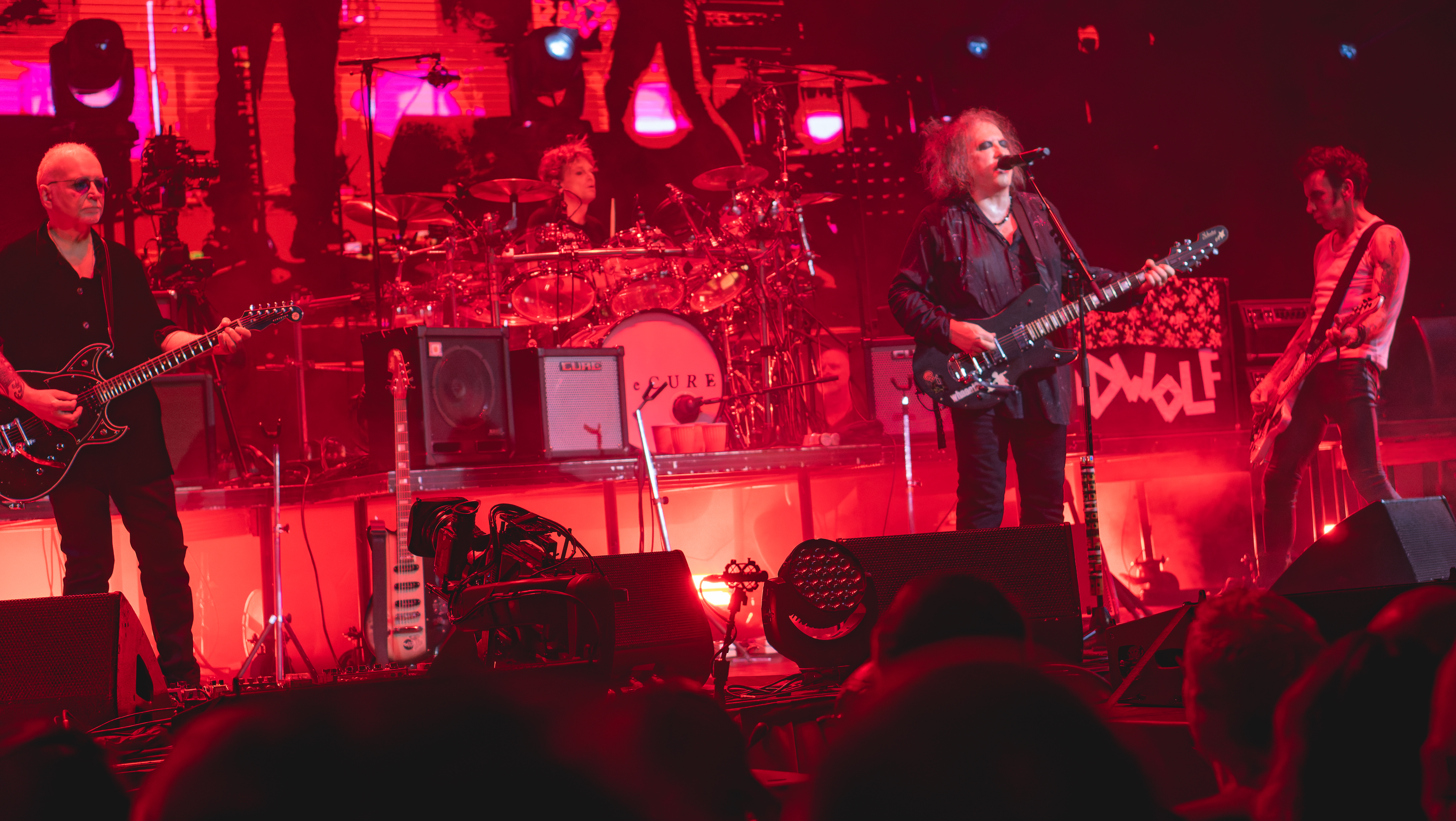
The Cure, koncert w Troxy, Londyn, 1 listopada 2024

26 września 2024 roku Robert Smith zapowiedział wydanie nowego albumu The Cure, Songs of a Lost World wraz z promującym go singlem „Alone”. 9 października ukazał się kolejny singiel, „A Fragile Thing”, a 1 listopada, razem z albumem, trzeci singiel, „All I Ever Am”. Wcześniej, 30 października The Cure dał godzinny koncert w BBC Radio Theatre, transmitowany przez BBC Radio 2. W trakcie koncertu wykonał swoje największe przeboje oraz utwory z nowego albumu. 31 października zespół wystąpił w BBC Radio 6 Music, a 1 listopada w londyńskim klubie Troxy, gdzie podczas trzygodzinnego show zaprezentował trzem tysiącom zgromadzonych fanów 31 piosenek. Na początku wykonał 8 piosenek z nowego albumu, a po nich przypomniał szereg swoich dawnych przebojów, głównie z lat 1985 – 1994: „Plainsong”, „Pictures Of You”, „Lovesong”, „Burn” i innych. Następnie, przed bisem, zagrał pięć piosenek z albumu Seventeen Seconds z lat 80. Na bis złożyło się 6 piosenek: „Lullaby”, „The Walk”, „Friday I’m in Love”, „Close To Me”, „Why Can’t I Be You?” i „Boys Don’t Cry”. 1 grudnia zespół zapowiedział, że 13. tego miesiąca album zatytułowany Songs of a Live World: Troxy London MMXXIV  zostanie wydany w wielu formatach fizycznych nakładem wytwórni Fiction i Polydor, a wszystkie tantiemy zespołu zostaną przekazane na rzecz organizacji charytatywnej War Child. Później dodano, że 14 lutego 2025 roku ukaże się także podwójna wersja CD, pojedyncze i podwójne LP na krwistoczerwonym winylu oraz podwójna płyta LP zawierająca instrumentalną wersję albumu. Smith zapowiedział jednocześnie, że zespół ma nadzieję na trasę koncertową jesienią 2025 roku.

### Lista utworów
| 1. | Alone                   | 7:01  |
|    |                         |       |
| 2. | And Nothing Is Forever  | 7:01  |
|    |                         |       |
| 3. | A Fragile Thing         | 4:48  |
|    |                         |       |
| 4. | Warsong                 | 4:37  |
|    |                         |       |
| 5. | Drone: Nodrone          | 4:42  |
|    |                         |       |
| 6. | I Can Never Say Goodbye | 6:00  |
|    |                         |       |
| 7. | All I Ever Am           | 5:28  |
|    |                         |       |
| 8. | Endsong                 | 10:54 |
|    |                         |       |
|    |                         | 50:31 |
|    |                         |       |

| A1. | Alone                   |  |
|     |                         |  |
| A2. | And Nothing Is Forever  |  |
|     |                         |  |
| A3. | A Fragile Thing         |  |
|     |                         |  |
| A4. | Warsong                 |  |
|     |                         |  |
| B1. | Drone: Nodrone          |  |
|     |                         |  |
| B2. | I Can Never Say Goodbye |  |
|     |                         |  |
| B3. | All I Ever Am           |  |
|     |                         |  |
| B4. | Endsong                 |  |
|     |                         |  |

### Muzycy
- Robert Smith – śpiew, gitara, gitara basowa sześciostrunowa
- Simon Gallup – gitara basowa
- Jason Cooper – perkusja, instrumenty perkusyjne
- Roger O’Donnell – keyboardy
- Reeves Gabrels – gitara basowa sześciostrunowa
- Perry Bamonte – keyboardy, gitary, gitara basowa sześciostrunowa

### Personel techniczny
- Andy Vella – grafika, design
- Paul Corkett – nagrywanie
- Colin Burrell – asystent nagrywania
- Robert Smith – koncepcja, miksowanie
- Bunny Lake – asystent miksowania
- Matt Colton – mastering
- Chris Cardi, Mauro Melis, Phoebe Fox, Tom Pallant – zdjęcia

## Odbiór

### Opinie krytyków
| Recenzje koncertu   | Recenzje koncertu |
| Publikacja          | Ocena             |
| ------------------- | ----------------- |
| Louder              | [ 11 ]            |
| The Guardian        | [ 14 ]            |
| Oceny łączne albumu |                   |
| Publikacja          | Ocena             |
| Album of the Year   | 80/100            |
| Recenzje albumu     |                   |
| Publikacja          | Ocena             |
| laut.de             | [ 16 ]            |
| Uncut               | 8/10              |

Matt Mills z magazynu Louder dał koncertowi maksymalną ocenę, zauważając, że bilety na „dzisiejszą ekstrawagancję w 3000-osobowym Troxy w Londynie wyprzedały się niemal natychmiast (nie dziwiąc nikogo), ale ci nieliczni, którzy byli wystarczająco szybcy, by wskoczyć na pokład, zostali nagrodzeni za swoją wytrwałość”. The Cure przez trzy godziny świętowali swój powrót, prezentując nowy album oraz dawne przeboje, nagrywane przez blisko pół wieku, które „wyniosły ich do statusu ikony”, zapewniając widzom niespodzianki, wspólne śpiewanie i niczym nie zmącone emocje.
Wysoko ocenił koncert również Luke Turner z dziennika The Guardian. Według niego Songs of a Lost World dobrze pasuje do euforii kolejnych dwóch godzin hitów – zwłaszcza połowy Seventeen Seconds z lat 80. Zaprezentowane piosenki, nowe i stare, sprawiają, że „wszystko to wydaje się tak żywe wraz z nowym albumem, sugerując, że nie ma oznak skostnienia, gdy zespół zbliża się do półwiecza.
W opinii Piersa Martina z miesięcznika Uncut koncert w Troxy sprawił, że kampania promocyjna nowego albumu nie mogła wypaść lepiej. Zespół doskonale wykorzystuje surowość zawartą w 8 piosenkach. Gitarzysta Reeves Gabrels z entuzjazmem gra te partie, które wykonał na albumie, podczas gdy Smith, pomimo ponurej tematyki, świetnie się bawi.
Eberhard Dobler z magazynu laut.de stwierdził, że w wersji na żywo zespół zaprezentował Songs of a Lost World „w całości, w dokładnej kolejności zgodnej z listą utworów na albumie i bez zmian w aranżacji. Czas gry pozostaje niemal taki sam”. Podkreślił też, że „szczęście głos głównego bohatera, Roberta Smitha brzmi niemal identycznie jak w studiu”. „Pięknym gestem” nazwał fakt przekazania całego dochodu ze sprzedaży albumu na rzecz organizacji War Child, nawet jeśli sam album „w kontekście dotychczasowego dorobku The Cure stanowi ostatecznie raczej historyczny moment dla zespołu, niż muzyczną wartość dodaną”.
Zdaniem Tylera Jenke z tygodnika Billboard „album ten  uwiecznia «bardzo szczególny wieczór» w Londynie, który był jednocześnie premierą ich [The Cure] pierwszego od 16 lat albumu, Songs of a Lost World”.

### Listy tygodniowe
| Kraj            | Lista                 | Pozycja |
| --------------- | --------------------- | ------- |
| Belgia          | Ultratop (Flandria)   | 22      |
| Belgia          | Ultratop (Walonia)    | 13      |
| Francja         | Top albums            | 112     |
| Holandia        | Dutch Album Top 100   | 87      |
| Szkocja         | Scottish Albums Chart | 66      |
| Wielka Brytania | UK Vinyl Albums Chart | 6       |